# 龙伏镇
龙伏为中国湖南省浏阳市下辖镇，由原龙伏乡和泮春乡于1995年撤区并乡镇时合并设立。龙伏位于浏阳市西北部，辖域西与沙市镇接壤，东北部与社港镇毗邻，东南部与淳口镇相连。全镇辖域总面积132.2平方公里，总人口44,093人(2000年人口普查)，下辖10个行政村、2个社区。

## 现行行政区划
全镇下辖10个行政村、2个社区，分别为龙伏社区和泮春社区，新开村、黄桥村、达峰村、焦桥村、坪上村、相市村、柘庄村、尚埠村、石江村和石柱峰村。